# Aleksander Birkenmajer
Aleksander Ludwik Birkenmajer (Czernichów, prop de Cracòvia, 8 de juliol de 1890 - Varsòvia, 30 de setembre de 1967) fou un historiador polonès de les ciències exactes i la filosofia, bibliòleg, i professor de la Universitat Jagellònica de Cracòvia i de la Universitat de Varsòvia. Era fill de l'astrònom i historiador de la ciència Ludwik Birkenmajer i de Zofia Karliński, i net de l'astrònom Franciszek Karliński. El seu germà Józef fou un poeta, traductor i historiador de la literatura, i el seu nebot Krzysztof fou geòleg, membre de l'Acadèmia de les Ciències polonesa.
Aleksander va ser educat a Czernichów i a l'escola secundària jesuítica a Chyrów. El 1908-1912 va estudiar filologia clàssica, física, matemàtiques i història en la Universitat Jagellònica de Cracòvia. Allí va defensar, el 1914, la seua tesi doctoral, dirigida pel físic Władysław Natanson, sobre Henri Bate de Malines, astrònom i filòsof del segle xiii, al qual atribuí l'obra Krytyka tablic króla Alfonsa (Crítica de les Taules alfonsines). Durant els estudis també va treballar a l'Observatori Astronòmic de la Jagellònica, i a partir del 1919 va col·laborar amb la Biblioteca Jagellònica, on el 1924 va esdevenir comissari del departament de manuscrits i estampes antigues. Després de presentar i defensar la monografia Renesans nauk matematycznych i przyrodniczych w wiekach średnich (Renaixement de les ciències matemàtiques i naturals a l'edat mitjana), el 1929 es va convertir en professor i cap del departament d'història de les ciències exactes de la Universitat de Cracòvia, i a partir del 1927 fou també professor extraordinari de biblioteconomia. Va accedir a la càtedra el 1938; però abans d'això, el 1931, havia renunciat a presidir el departament d'història de les ciències exactes en protesta contra la manca d'esforços de les autoritats universitàries i del ministeri polonès de Denominacions Religioses i Instrucció Pública per afavorir el desenvolupament de la ciència polonesa.
Dilluns 6 de novembre de 1939, Birkenmajer va ser un dels més de cent professors arrestats en la Sonderaktion Krakau, duta a terme sota les ordres del Sturmbannführer Bruno Müller, i fou deportat al camp de concentració de Sachsenhausen, on romangué fins a la tardor del 1940. En ser alliberat, tornà a treballar en la Biblioteca Jagellònica (com a bibliotecari ordinari) fins al 1944, i va preservar les col·leccions dels perills de la guerra. Després de la guerra, hi tornà com a director, durant els anys 1947-1951. També va dirigir la biblioteca de la Universitat de Poznań (1939, 1945-1947). El 1951 va començar a treballar en la Universitat de Varsòvia de professor titular i cap del departament de biblioteconomia, fins que es va retirar el 1960. Entre el 1954 i el 1966 va encapçalar també la Secció d'Història de les Ciències Matemàtiques, Fisicoquímiques i Geològicogeogràfiques del Departament d'Història de la Ciència i la Tecnologia de l'Acadèmia Polonesa de les Ciències i va presidir el consell científic d'aquest departament.
Birkenmajer va excel·lir sobretot en el camp de la investigació sobre Copèrnic i Aristòtil, si bé a mitjan dècada de 1930 es va centrar en estudis sobre problemes de biblioteconomia, i arribà a ser un expert reconegut en enquadernació romànica. A més de participar en diverses seccions de l'Acadèmia polonesa, fou membre de nombroses societats científiques, com ara l'Acadèmia Internacional d'Història de la Ciència des del 1935, i vicepresident del 1959 al 1965; membre de la Royal Historical Society de Londres, membre de la Unió de Bibliotecaris Txecs de Praga, i va participar en el 13è Congrés Internacional de Bibliotecaris a Oslo (1947) i en els Congressos Internacionals d'Història de la Ciència a Florència (VIII, agost del 1956) i a Barcelona (IX, setembre del 1959).

## Algunes obres
- Prądy umysłowe XII i XIII stulecia (Corrents intel·lectuals dels segles xii i xiii), 1921.
- Studia nad Witelonem (Estudis sobre Witelon), 1921.
- Krakowskie wydanie tzw. Philosophia Pauperum Alberta Wielkiego (Edició de Cracòvia de l'anomenada Philosophia Pauperum d'Albert el Gran), 1924.
- Le rôle joué par les médecins et les naturalistes dans la réception d'Aristote aux XIIe et XIIIe siècles, 1930.
- Nowe szczegóły o dziejach księgozbioru Jakóba Brzeźnickiego (Nous detalls sobre la història de la col·lecció Jakub Brzeźnicki), 1932.
- Le premier système heliocentrique imaginé par Nicolas Copernic, 1933.
- Avicennas Vorrede zum "Liber sufficientiae" und Roger Bacon, 1934.
- Odkrycia fragmentów nieznanych pism przyrodniczo-filozoficznych Dawida z Dinant (Descobriments de fragments d'escrits naturals i filosòfics desconeguts de David de Dinant), 1935.
- Zarys dziejów drzeworytnictwa ilustracyjnego w XV wieku (Esquema de la història de la il·lustració xilogràfica al segle XV), 1935.
- Witelo, najdawniejszy śląski uczony (Witelo, el més antic erudit silesià), 1936.
- L'Université de Cracovie centre international d'enseignement astronomique à la fin du moyen-âge, 1957.
- Belgijski bibliofil Arseni Fasseau (El bibliòfil belga Arseni Fasseau), 1961.
- Études d'histoire des sciences et de la philosophie du Moyen Age (Volum d'homenatge a Aleksander Birkenmajer, que conté una selecció dels seus estudis, dissertacions, crítiques i notes sobre història de les ciències i la filosofia medievals, en traducció francesa). Studia Copernicana, 1. Breslau: Zakład Narodowy im. Ossolińskich, 1970.
- Études d'histoire des sciences en Pologne. Breslau: Polska Akademia Nauk, 1972.

## Distincions
- Creu d'Or del Mèrit (dues vegades: 1933 i 1948)
- Medalla del 10è Aniversari de la Polònia Popular (1954)
- Comanda de l'Orde de la Renaixença de Polònia (1956)
- Insígnia de Mel·lenari de l'Estat polonès (1966)